# Fortuna (Californië)
Fortuna is een plaats in Humboldt County in Californië in de VS.

## Geografie
Fortuna bevindt zich op 40°35′12″Noord, 124°8′46″West. De totale oppervlakte bedraagt 12,5 km² (4,8 mijl²) wat allemaal land is.

## Demografie
Volgens de census van 2000 bedroeg de bevolkingsdichtheid 840,9/km² (2179,9/mijl²) en bedroeg het totale bevolkingsaantal 10.497 als volgt onderverdeeld naar etniciteit:
- 88,39% blanken
- 0,45% zwarten of Afrikaanse Amerikanen
- 2,91% inheemse Amerikanen
- 0,97% Aziaten
- 0,17% mensen afkomstig van eilanden in de Grote Oceaan
- 3,95% andere
- 3,16% twee of meer rassen
- 10,45% Spaans of Latino

Er waren 4185 gezinnen en 2778 families in Fortuna. De gemiddelde gezinsgrootte bedroeg 2,45.

## Plaatsen in de nabije omgeving
De onderstaande figuur toont nabijgelegen plaatsen in een straal van 24 km rond Fortuna.